# Bilingue royale louvito-phénicienne de Çineköy
La bilingue royale louvito-phénicienne de Çineköy est une inscription bilingue datée du VIIIe siècle av. J.-C.  en écriture louvite hiéroglyphique et en phénicien, située sur le socle d'une statue de Tarhu (dieu de l'orage) retrouvée en 1997 dans un champ du village turc de Çineköy près de la ville d'Adana.

## Découverte et restauration
La statue a été découverte lors d'un labour, le 30 octobre 1997. Une fouille de sauvetage menée par des archéologues turcs permit de l’apporter au musée archéologique d'Adana où elle est encore exposée. Les autres fouilles menées sur l'emplacement ne permirent pas de découvrir d'autres éléments, ce qui laisse supposer que la statue ne se situait pas là à l'origine.

## Description

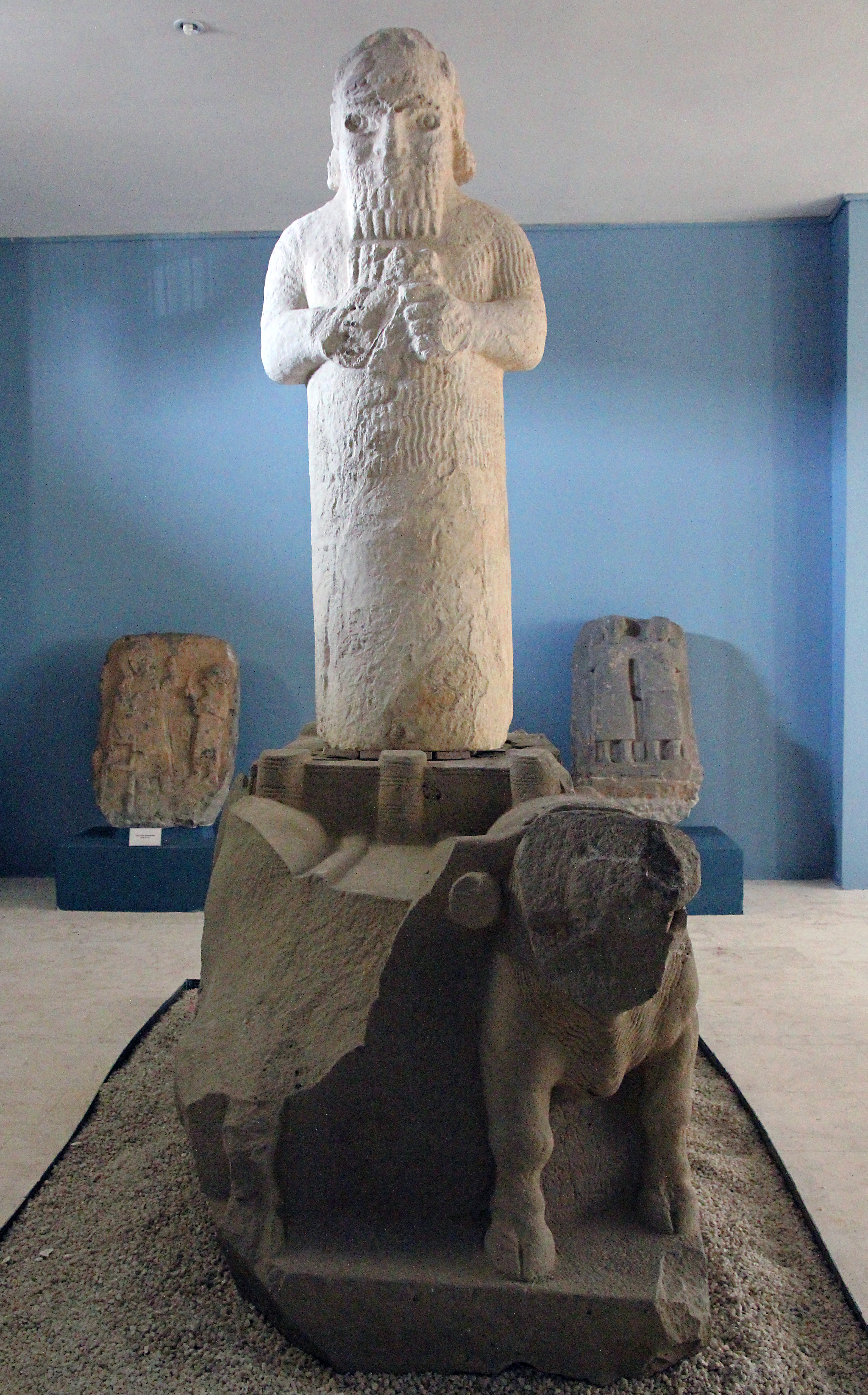
Statue du dieu de l'orage

La statue est en calcaire et mesure 190 centimètres de haut. Son socle est en basalte, il mesure 95 centimètres de hauteur pour 190 de longueur et 150 de largeur. Il est sculpté en relief avec un chariot tiré par deux taureaux. L'inscription est présente de chaque côté du socle, y compris entre les pattes des taureaux. Le texte en louvite hiéroglyphique a été traduit. Le début nous donne le nom du souverain qui le fit graver : « Je suis Awarikas, descendant de Mukasas, roi d'Hiyawa, serviteur de Tarhunzas, l'homme béni-du-soleil ». Il rapporte l'alliance entre l'Assyrie et l'Hiyawa « devenue une seule maison ». Le texte en phénicien est en moins bon état, mais il permet de faire des rapprochements avec des noms connus dans d'autres sources antiques.

## Intérêt historique
Le roi Awarikas/Urikki, roi de Qué, s'allie à l'Assyrie en reconnaissant la suzeraineté de son roi, dans les mêmes termes qu'Achaz roi de Juda à la même époque, en se proclamant son fils. Selon les historiens Recai Tekoğlu et André Lemaire, cette alliance éclaire d'un jour nouveau la déclaration de guerre de Sargon II en 715 av. J.-C. contre les Ioniens et le roi de Phrygie Midas qui avait envahi le territoire de Qué.
Ces textes bilingues permettent de confirmer certaines hypothèses par recoupement avec d'autres sources, comme les inscriptions retrouvées à Karatepe ou les archives des rois néo-assyriens Teglath-Phalasar III et Sargon II. Ainsi, Hiyawa est identifié comme le peuple des Ahhiyawa, royaume anatolien du second millénaire contemporain des Hittites ayant survécu à leur disparition. Mukasas serait la ville de Mopsueste, elle-même liée au personnage de la mythologie grecque Mopsos. Awarikas aurait régné sur la ville d'Adana et sur le royaume de Qué situé dans la région de la Cilicie. La correspondance phénicienne permet aussi de rapprocher les Hiyawa/Ahhiyawa du peuple mentionné par Hérodote dans son livre VII (91) comme étant l'ancien nom des Ciliciens.